# Fate Gear
Fate Gear (Eigenschreibweise in Versalien) ist eine Power-Metal-Band, die im Jahr 2015 in der japanischen Hauptstadt Tokio gegründet wurde.

## Geschichte
Fate Gear wurde im Juli des Jahres 2015 von der ehemaligen Destrose-Gitarristin Mina und der Sängerin Nico in Tokio gegründet. Unterstützt wurden die Musikerinnen von Bassistin Sakae und Schlagzeugerin Hiro als Gastmusikerinnen. Nur einen Monat später folgte die Veröffentlichung des Debütalbums A Light in the Black.
Nach mehreren Besetzungswechseln besteht die Gruppe aus Sängerin Nana, Bassistin Erika, Keyboarderin Kurosaki, Schlagzeugerin Haruka und Gitarristin Mina.
In den Jahren 2017 und 2018 erfolgten die Veröffentlichung des zweiten und dritten Studioalbums Oz –Rebellion bzw. 7 Years Ago über das bandeigene Musiklabel Steam Steel Records. Im Januar 2021 erschienen sowohl das vierte Studioalbum They Sky Prison als auch wenige Wochen später die englischsprachige EP Scars in My Life. Im Jahr 2022 folgte die Herausgabe der Doppel-EP Killers in the Sky, dessen erster Teil im April und der zweite Part im November erschien. Am 18. Dezember 2024 erscheint die fünfte EP Kill the Shadow King, die drei neue Lieder sowie sechs Live-Aufnahmen, die bei einem Konzert der Band in Belgien aufgezeichnet wurden, enthält. Das im Jahr 2015 veröffentlichte Lied Megabullets war in einer Folge in der Anime-Produktion zum Manga Kengan Ashura zu hören.
Im Sommer des Jahres 2023 gab die Band mehrere Konzerte in Deutschland, darunter auf der Breminale und der Anime Messe Babelsberg, sowie in den Niederlanden und im Vereinigten Königreich. Bereits in den Jahren 2019 und 2020 tourte die Gruppe durch Europa. Die erste Europatournee wurde durch eine erfolgreiche Crowdfunding-Kampagne realisiert. Im Mai 2024 spielte die Gruppe ihre vierte Tournee durch Mitteleuropa.

## Musik und Konzept
Die Musik von Fate Gear kann als Hard Rock, Heavy Metal bzw. Power Metal umschrieben werden.
Die Gruppe arbeitet mit der Ästhetik des Steampunk. In einem 2021 geführten Interview mit Billboard Japan erklärte Bandgründerin Mina, dass sie diese Art von Mode mag und deswegen im Stil der Band integrieren wollte. Zudem arbeitet die Band mit mehreren verschiedenen Gastmusikern zusammen und verzichtet fast auf eine feste Bandbesetzung. Für Mina vereinfache dieses Konzept bei der Erarbeitung neuer Musik erheblich. Ryan Dyer vom US-amerikanischen Online-Metalmagazin MetalSucks umschrieb die Musik der Gruppe unter anderem aufgrund der genutzten Ästhetik als „Steam Punk Pirate Metal“.
Laut dem Konzept ist Gitarristin Mina Captain (隊長 Taichō) des Forschungsflugschiffes „Fate Gear“, die übrigen Musikerinnen bilden die Besatzung des Schiffes.

## Diskografie

### Studioalben
| Jahr | Titel Musiklabel                      | Höchstplatzierung, Gesamtwochen, AuszeichnungChartsChartplatzierungen (Jahr, Titel, Musiklabel, Platzierungen, Wochen, Auszeichnungen, Anmerkungen) | Anmerkungen                           |
| Jahr | Titel Musiklabel                      | JP | Anmerkungen                           |
| ---- | ------------------------------------- | --- | ------------------------------------- |
| 2015 | A Light in the Black Marianne Records | JP260 (1 Wo.)JP | Erstveröffentlichung: 12. August 2015 |
| 2017 | Oz – Rebellion Steam Steel Records    | JP221 (1 Wo.)JP | Erstveröffentlichung: 21. Juni 2017   |
| 2018 | 7 Years Ago Steam Steel Records       | JP144 aJP | Erstveröffentlichung: 11. April 2018  |
| 2021 | The Sky Prison Steam Steel Records    | JP126 aJP | Erstveröffentlichung: 13. Januar 2021 |

### EPs
| Jahr | Titel Musiklabel                              | Höchstplatzierung, Gesamtwochen, AuszeichnungChartsChartplatzierungen (Jahr, Titel, Musiklabel, Platzierungen, Wochen, Auszeichnungen, Anmerkungen) | Anmerkungen                             |
| Jahr | Titel Musiklabel                              | JP | Anmerkungen                             |
| ---- | --------------------------------------------- | --- | --------------------------------------- |
| 2019 | Headless Goddess Selbstverlag                 | JP149 aJP | Erstveröffentlichung: 9. Januar 2019    |
| 2021 | Scars in My Life Steam Steel Records          | JP191 aJP | Erstveröffentlichung: 27. Januar 2021   |
| 2022 | Killers in the Sky Steam Steel Records        | JP171 aJP | Erstveröffentlichung: 27. April 2022    |
| 2022 | Killers in the Sky Part 2 Steam Steel Records | JP bJP | Erstveröffentlichung: 9. November 2022  |
| 2024 | The Vanguard of Hades Steam Steel Records     | JP bJP | Erstveröffentlichung: 27. April 2024    |
| 2024 | Kill the Shadow King Steam Steel Records      | JP bJP | Erstveröffentlichung: 18. Dezember 2024 |

### Videoalben
| Jahr | Titel Musiklabel                                         | Höchstplatzierung, Gesamtwochen, AuszeichnungChartsChartplatzierungen (Jahr, Titel, Musiklabel, Platzierungen, Wochen, Auszeichnungen, Anmerkungen) | Anmerkungen                            |
| Jahr | Titel Musiklabel                                         | JP | Anmerkungen                            |
| ---- | -------------------------------------------------------- | --- | -------------------------------------- |
| 2017 | Oz – Rebellion – Release Tour Final! Steam Steel Records | JP178 aJP | Erstveröffentlichung: 25. Oktober 2017 |
| 2022 | Live at amHall Osaka Selbstverlag                        | JP bJP | Erstveröffentlichung: 25. Februar 2022 |